# Dan Miller
Daniel James Miller, född 30 juni 1981, är en amerikansk MMA-utövare som bland annat har tävlat i organisationen Ultimate Fighting Championship.